# SpongeBob SquarePants: Original Theme Highlights
SpongeBob SquarePants: Original Theme Highlights é uma coleção de músicas tocadas na série de TV da Nickelodeon Bob Esponja Calça Quadrada. Ele inclui faixas cantadas pelos personagens do desenho animado: Bob Esponja, Sandy, Patrick, Lula Molusco e Plâncton, alem de vários artistas. o seu tempo total de execução é de 9 minutos e 11 segundos, abrangendo sete faixas.

## Lista de faixas
Álbum digital
1. SpongeBob SquarePants Theme – Painty The Pirate and Kids - 0:45
2. Loop de Loop – Ween - 1:00
3. Texas Song – Junior Brown e Sandy Cheeks - 1:58
4. Pre-Hibernation (Instrumental) – Pantera - 1:29
5. Ripped Pants – SpongeBob e The Losers - 1:17
6. F.U.N. Song – SpongeBob e Plankton - 1:41
7. SpongeBob ScaredyPants – The Ghastly Ones - 0:59